# 덴마촌 (에히메현)
덴마촌(天満村)은 에히메현 우마군에 설치된 촌이다. 